# جواد شیرزاد
جواد شیرزاد (زاده ۲۹ شهریور ۱۳۶۱، بندر انزلی) بازیکن فوتبال ایرانی است‌.

## بیوگرافی
وی در پست دفاع بازی میکند و فوتبال خود را از باشگاه ملوان انزلی شروع کرد. در تیم های فوتبال تیم فوتبال استقلال تهران، پاس، فولاد خوزستان سابقه بازی دارد.